# Archidiocèse de San Francisco
Ne doit pas être confondu avec Diocèse de San Francisco ou Diocèse de San Francisco de Macorís.
L'archidiocèse de San Francisco (Archidioecesis Sancti Francisci) a été érigé canoniquement le 29 juillet 1853 par le pape Pie IX. Il couvre le territoire de la ville et du comté de San Francisco ainsi que celui des comtés Marin et San Mateo. Son évêque siège à la cathédrale Sainte-Marie de l'Assomption.

## Présentation
L'histoire diocésaine remonte au 29 juin 1776 lorsque la mission Saint-François-d'Assise fut fondée par des frères franciscains. La première église fut élevée en 1791 et contribua au choix du nom de la ville de San Francisco.
L'archidiocèse a été érigé le 29 juillet 1853, avec la bulle Ad animarum regimen du pape Pie IX, en prenant son territoire du diocèse de Monterey en Californie. À l'origine, l'archidiocèse comprenait un territoire immense, du fleuve Colorado à l'est jusqu'au Pacifique à l'ouest, du 42e parallèle nord jusqu'à la frontière avec le diocèse de Monterey au sud.
Depuis juillet 2012, l'archevêque de San Francisco est Salvatore Cordileone.

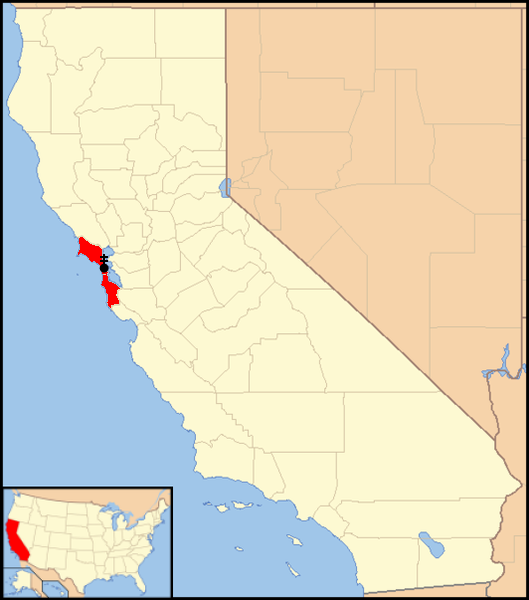
Emplacement de l'archidiocèse.
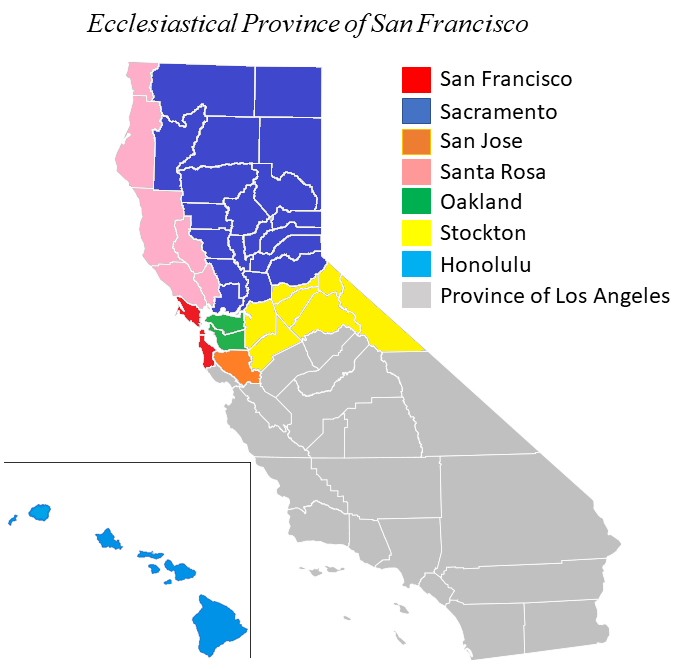
Province ecclésiastique de San Francisco.

Le diocèse de San Francisco est un diocèse métropolitain qui œuvre avec les diocèses suffragants de Honolulu, Oakland, Sacramento (en), San José (en), Santa Rosa (en), et Stockton (en).
Le diocèse gère plusieurs écoles catholiques et reçoit la collaboration du mouvement ecclésial Communion et Libération. Il possède une ancienne cathédrale Sainte-Marie (en), qui a été remplacée par une nouvelle

### Articles liés
- Liste des juridictions catholiques aux États-Unis
- Église catholique aux États-Unis